# Podospora serotina
Podospora serotina är en svampart som beskrevs av Cailleux 1969. Podospora serotina ingår i släktet Podospora och familjen Lasiosphaeriaceae.   Inga underarter finns listade i Catalogue of Life.